# My.Games
My.Games — международная компания, занимающаяся разработкой и издательством игр для ПК, консолей и мобильных платформ, а также инвестированием в игровые студии и проекты.
Компания включает более 10 студий-партнёров. Оперирует более 50 проектами. MY.GAMES за всё время своей деятельности выпустила более 150 игр, включая, Hustle Castle, Rush Royale и Warface. В играх компании зарегистрированы более 890 миллионов игроков по всему миру. Компания развивает собственную игровую ПК платформу My.Games Store, профильное инвестиционное подразделение My.Games Venture Capital, а также The Big Deal, профессиональную платформу для экспертов игровой индустрии.
В Европе крупнейшими рынками MY.GAMES являются Германия, Франция и Великобритания, самыми крупными международными рынками — США, Германия и Япония.

## История
Игровой раздел «Игры Mail.ru», посвящённый компьютерным играм, появился на портале Mail.ru 23 мая 2006 года. В нём публиковалась информация, посвящённая игровому миру: новости, рецензии, скриншоты новых игр, видеообзоры. Портал был реализован совместно с компанией IT Territory.
5 декабря 2007 года был сформирован российский игровой холдинг Astrum Online Entertainment, объединивший в себе компании Nival Online, IT Territory и Time Zero.
1 декабря 2009 года Mail.ru Group объявила о покупке холдинга и в марте 2010 года провела ребрендинг Astrum Online Entertainment, объединив игровые активы под брендом «Игры Mail.ru».
В 2013 году Mail.ru Group открыла офис в Маунтин-Вью в США и запустила международный бренд My.com. Под брендом стали издаваться продукты за пределами России. Приобретение разработчика мобильных игр Pixonic в 2016 году подтвердило дальнейшие планы компании в развитии мобильного направления.
В 2017 году внутри игрового направления было открыто собственное профильное инвестиционное направление Mail.ru Games Ventures, переименованное в My.Games Venture Capital в 2020 году.
30 мая 2019 года Mail.ru Group объединила все игровые активы под единым брендом My.Games.
16 августа 2019 года на игровой конференции Gamescom 2019 в Кёльне в Германии My.Games анонсировал запуск глобальной игровой платформы My.Games Store. В декабре того же года магазин вышел в открытую бета-версию.
В январе 2020 года платформа анализа данных о мобильных приложениях App Annie указала Mail.ru Group третьей в списке самых успешных европейских издателей мобильных приложений по показателям выручки.
В апреле 2020 года My.Games консолидировала студию BeIngame, флагманским продуктом которой является мобильная игра Zero City.
В октябре 2020 года My.Games стала владельцем контрольного пакета акций студии Deus Craft, приобретённой за 49,1 млн долларов. Текущий флагманский продукт Deus Craft — мобильная игра Grand Hotel Mania, выпущенная в июле 2020 года.
27 сентября 2022 года VK объявила о продаже My.Games Александру Чачава, управляющему партнёру LETA Capital. Сумма сделки составила $642 млн.
В декабре 2022 года стало известно, что бизнес компании будет реструктурирован. Российский сегмент будет выделен в новую независимую компанию Astrum Entertainment, которая получит лицензию на издательство игр My.Games в России и будет контролироваться игровой компанией Innova. Сам международный разработчик My.Games покинет РФ. При этом Astrum Entertainment сохранит все текущие команды, которые работают над проектами в России.

## Финансовые показатели
MY.GAMES приносила более трети всей выручки VK, бывшему владельцу издательства. Компания в 2020 году увеличила выручку на 18 % до 562 млн долларов США по сравнению с предыдущим годом. Ключевым источником роста остаются мобильные игры, доля которых составила 61 % от общей выручки по итогам апреля 2019 года.
|                                | 2018      | 2019      | 2020      |
| ------------------------------ | --------- | --------- | --------- |
| Годовая выручка в долларах США | ▲ 395 млн | ▲ 474 млн | ▲ 562 млн |
| Доля международной выручки     | 63 %      | 68 %      | 75 %      |

## Студии разработки в составе MY.GAMES
- Studio Nord
- Pixonic
- Bit.Games
- IT Territory
- Pushkin
- Whalekit
- Panzerdog
- Swag Masha
- Deus Craft
- Global Operations Department
- Mamboo Games[23]

## Издательство
MY.GAMES выступает как издатель, сотрудничая с компаниями Bluehole, Smilegate, NetEase, Crytek и другими. За время работы игрового подразделения было издано более 60 игровых проектов, которые включают в себя Perfect World, Lost Ark, Conqueror’s Blade, PUBG, CrossFire и многие другие.

## Крупнейшие игровые проекты
MY.GAMES выпустила более 150 игр. К октябрю 2020 года в играх зарегистрировано 770 миллионов пользователей. Среди лидирующих по установкам игр находятся Hustle Castle (более 50 миллионов), Warface (более 80 миллионов) и War Robots (177 миллионов).

## My.Games Store
My.Games Store (ранее Games Mail.ru) — международная игровая платформа для издания и продажи видеоигр, бета-версия запущена в декабре 2019 года. Разработчики и издатели могут публиковать на ней свои игры, как F2P, так и распространяющиеся по премиальной модели. Платформа аналитики My.Games Store позволяет разработчикам создавать неограниченное количество трекинговых ссылок и отслеживать эффективность рекламных кампаний по большому набору параметров.
В июне 2020 года платформа MY.GAMES Store представила альтернативную схему сотрудничества с издателями, при которой 90 % доходов остаются за владельцем игры, а игровая платформа получает 10 %. Данная схема применяется к выручке от той части пользователей, которую разработчик самостоятельно привёл в игру.
В сентябре 2022 года платформа MY.GAMES Store стала частью новой игровой площадки VK Play.

## My.Games Venture Capital
My.Games Venture Capital — инвестиционное подразделение компании My.Games (бывшее название MRGV), запущенное в 2017 году. Целью подразделения является поиск международных перспективных разработок в игровой индустрии и содействие экспансии продуктов на мировой рынок. С момента запуска было совершено более 30 сделок со студиями из 14 городов мира и консолидировано пять студий — SWAG MASHA, BIT.GAMES, Panzerdog, BeINGAME и Deus Craft. В сентябре 2020 года состоялся ребрендинг инвестиционного направления My.Games, в результате которого MRGV было переименовано в My.Games Ventures Capital как часть стратегии по формированию глобального бренда My.Games.

## Player One
Player One — информационный портал, посвящённый видеоиграм. Был запущен в мае 2006 года под названием «Игры Mail.ru». На сайте можно найти новости, обзоры игр, руководства по прохождению и так далее. Также портал публикует статьи и видео на околоигровую тематику. В апреле 2020 года портал был перезапущен под названием Player One.

## Санкции в Нидерландах
В июле 2024 года, nos.nl сообщил, что дочерняя компания My Games (Boosty) активно собирала деньги для российских солдат, воюющих в российско-украинской войне. Представитель подразделения финансовой разведки Нидерландов (FIU) сообщил: «Это было бы случаем уклонения от санкций, и это преступление».